# 睫平鮋
睫平鮋，為輻鰭魚綱鮋形目鮋亞目平鮋科的其中一種，為溫帶海水魚，分布於北太平洋阿留申群島至加拿大卑詩省海域，棲息深度5-160公尺，體長可達53公分，棲息在岩石底質底層水域，卵胎生，生活習性不明，可做為食用魚。